# نادية روزنتال
نادية روزنتال (بالإنجليزية: Nadia Rosenthal)‏ هي باحثة أمريكية، ولدت في 21 فبراير 1953.

## وصلات خارجية
- الموقع الرسمي